# Адамян, Нора Георгиевна
Нора Георгиевна Адамян (настоящие имя и фамилия Элеонора Георгиевна Адамова; 31 мая (13 июня) 1910 — 14 декабря 1991) — русская советская писательница и переводчица. Член Союза писателей СССР (с 1950).

## Биография
Детство, юность и трудовое становление писательницы прошли в Закавказье, поэтому во многих её рассказах действуют люди разных национальностей.
В 1927‒1930 гг. обучалась в Бакинском университете. С 1938 по 1945 год работала в редакции ереванской русскоязычной газеты «Коммунист».

## Творчество
Литературной работой, в основном переводами, начала заниматься с 1939 года. С 1953 года публикует собственную прозу и уже в 1954 году увидел свет её первый сборник «Рассказы».
Основная тема писательницы — нравственные проблемы и жизнь современников с их радостями и горестями. В повестях «Красный свет» и «Ноль три» автор создаёт яркие запоминающие образы медицинских работников, передаёт атмосферу их целенаправленного, напряжённого труда. В романе «Вторая жена» инженер строительной плотины, несмотря на личные неудачи, страстно борется за свои идеи. Главный герой повести «Новый сосед» — незаметный, вроде бы, человек — проявляет недюжинную отзывчивость к людям, мало ему знакомым. Произведения Норы Адамян выходили в издательстве «Советский писатель», в журналах «Огонёк», «Новый мир», «Москва» и «Знамя»; переводились на английский, французский, итальянский, китайский, армянский и другие языки. Её собственные переводы обращены главным образом на произведения современной армянской литературы («Лалварская охота» В. Миракяна, «Мой друг Лорик» О. Шираза и другие).
По сценарию Норы Адамян и её мужа Якова Волчека на студии «Таллинфильм» в 1965 году был снят кинофильм «Ноль три». В радиоспектакле по одноимённой повести играли знаменитые актёры: Мария Бабанова, Георгий Вицин, Юрий Пузырев.
В 1984 году Нора Адамян стала лауреатом премии журнала «Огонёк».
В 1960-е — 1980-е годы вместе с Я. И. Волчеком жила в ЖСК «Советский писатель» (д. № 25 по Красноармейской улице).
Похоронена в Ереване на кладбище Тохмах, семейное захоронение.

## Основные произведения

### Роман
- 1966 — «Вторая жена»

### Повести
- 1959 — «Покинутый дом»
- 1961 — «Ноль три»

### Сборники рассказов и повестей
- 1955 — «Начало жизни»
- 1957 — «У синих гор»
- 1959 — «Девушка из министерства. Повести и рассказы»
- 1964 — «Новый сосед»
- 1972 — «Путешествие втроем. Повести и рассказы»